# Catherine Descartes
Pour les articles homonymes, voir Descartes (homonymie).
Catherine Descartes, née le 12 décembre 1637 à Elven et morte le 9 juin 1715 à Rennes, est une poétesse française.

## Biographie
Catherine Descartes est la quatrième fille de Pierre Descartes (frère aîné de René Descartes), appelé Seigneur de La Bretailliere de Kerleau, conseiller au parlement de Bretagne, et de Marguerite Chohan. Elle est née au manoir de Kerlo, appartenant à sa famille maternelle. Tenue sur les fonts baptismaux d'Elven le 30 décembre 1637 par Sébastien de Rosmadec et Catherine Gouyon. Elle a passé la plus grande partie de sa vie à Kerleau, faisant quelques séjours à Paris. 
Catherine Descartes était autrice de poésie. Elle dédia son œuvre poétique à la mémoire de son oncle, ce qui lui vaut d'attirer les bonnes grâces d'autres femmes de lettres de l'époque telles que Madame de Sévigné, Anne de La Vigne et Madeleine de Scudéry. Elle collabora au Parnasse des dames. Elle est morte célibataire à Rennes en 1715.

## Œuvre
- Relation de la mort de Descartes qu'elle attribue modestement à un vieillard qui lui en fit le récit Lire en ligne
- L'ombre de Descartes à Mademoiselle de la Vigne Lire en ligne (suivi de la Réponse de Mademoiselle de la Vigne)
- Voici quel est mon compliment sur la Fauvette de son amie Madeleine de Scudéry[4]
- Certains de ses vers ont été imprimés à la suite des Lettres de Madeleine de Scudéry et d'Antoinette de Saliès[5] Dans ce livre, Notice sur Catherine Descartes p. xI ; Lettres de Mademoiselle Descartes p. 277.
- D'autres de ses écrits tels que Trois lettres à Mademoiselle de Scuderi figurent dans Essais de lettres familières, ouvrage rédigé par les abbés Cassagne et Furetière (Paris 1690)[6],[7]
- Madrigal adressé à Madeleine de Scudéry après la lecture du Caméléon (dans les Nouvelles conversations morales)

Vous m'avez si bien fait connaître 

Un amour généreux, sage et sans intérêt. 

Que qui l'a vu tel qu'il doit être 

Ne peut le souffrir comme il est.